# Gråryggig finklärka
Gråryggig finklärka (Eremopterix verticalis) är en fågel i familjen lärkor inom ordningen tättingar.

## Utseende
Gråryggig finklärka är en liten och kompakt, finkliknande lärka. Liksom hos de flesta andra finklärkor, men näranog unikt bland lärkor i övrigt, har den skilda dräkter mellan könen. Hanen är gråbrun på rygg och vingar, med ett fjälligt mönster. Huvudet är svart med tydliga vita öronfläckar som når bak i nacken. Honan är streckad, i varierande utsträckning geografiskt, men har alltid en mörk fläck på buken och tendererar att vara ljusare än andra honor finklärkor.

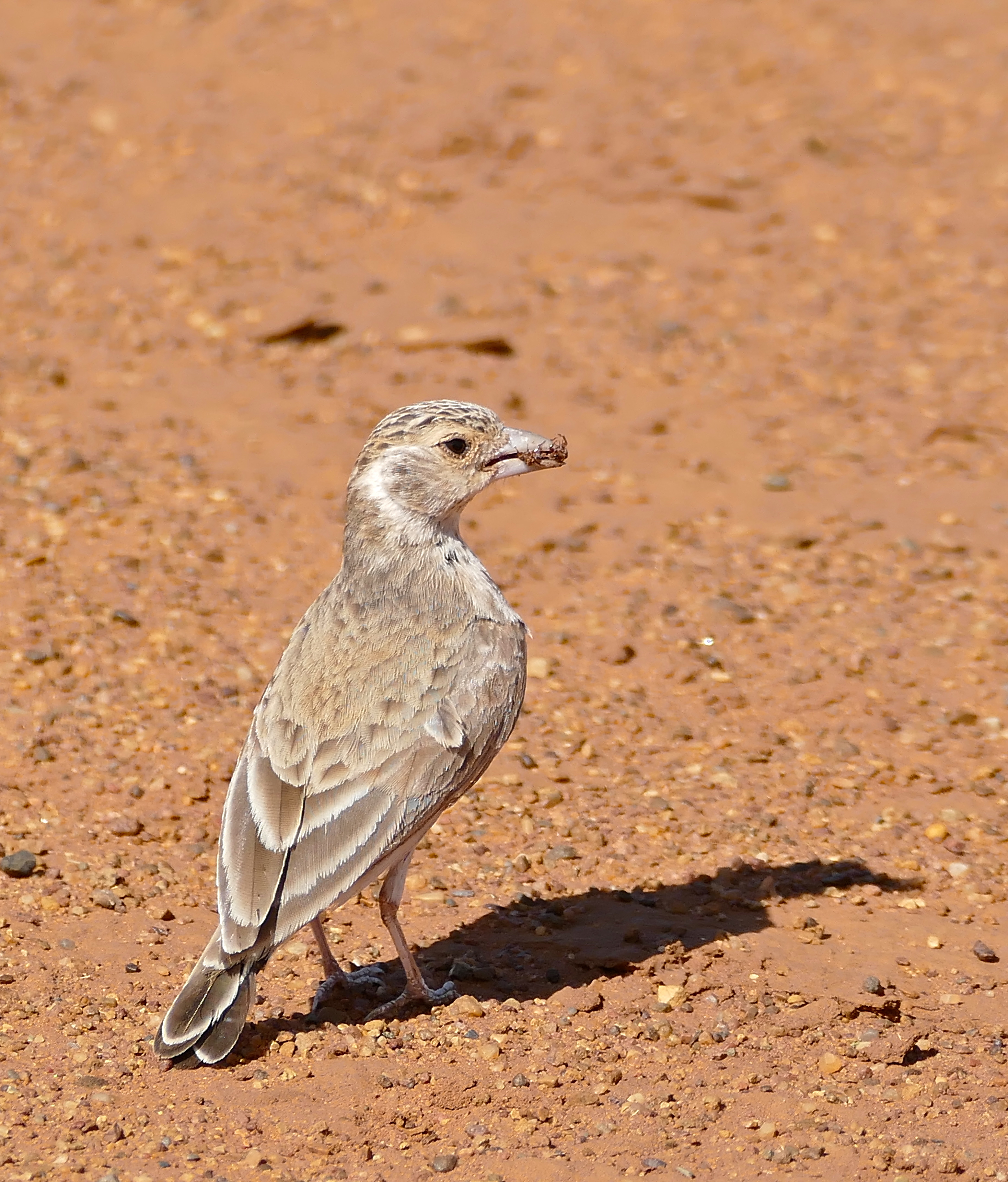
Hona gråryggig finklärka.

## Utbredning och systematik
Gråryggig finklärka delas in i fyra underarter med följande utbredning:
- Eremopterix verticalis damarensis – kustnära Angola till Namibia, Zambia och västra Botswana och nordvästra Sydafrika
- Eremopterix verticalis harti – Zambia (Liuwa, Kalabo, Senanga och Siloana)
- Eremopterix verticalis khama – nordöstra Botswana (Makgadikgadi) till Zambia och Zimbabwe
- Eremopterix verticalis verticalis – västra och centrala Sydafrika (förutom i nordväst), sydöstra Botswana, sydvästra Zimbabwe och Zambia

Enligt genetiska studier från 2013 är gråryggig finklärka systerart till artparet brunhuvad finklärka och rostkronad finklärla.

## Levnadssätt
Gråryggig finklärka hittas i gräsiga områden i halvtorra buskmarker och åkrar i träda. Den är en social lärka som ses i flockar om 20 till 100 fåglar, ofta tillsammans med andra finklärkor eller damaralärka. Den tros vara både stannfågel och nomadiskt förekommande, även om dess rörelser är relativt dåligt kända. Fågeln födosöker på marken efter frön och insekter.

## Status och hot
Arten har ett stort utbredningsområde och en stor population med stabil utveckling och tros inte vara utsatt för något substantiellt hot. Utifrån dessa kriterier kategoriserar internationella naturvårdsunionen IUCN arten som livskraftig (LC). Världspopulationen har inte uppskattats men den beskrivs som vanlig i stora delar av utbredningsområdet, lokalt mycket vanlig efter kraftiga regn.